# Primeira Liga de 1999–00
A Primeira Liga de 1999–00 foi a 66.ª edição do Campeonato Português de Futebol.

## Análise
O Sporting foi o campeão nacional, 18 anos após o seu último título.
Após um mau início de época, que levou ao despedimento do treinador Giuseppe Materazzi, o Sporting, com a chegada de Augusto Inácio, consegue uma recuperação espetacular e, de forma surpreendente tendo em conta a péssima entrada no campeonato, quebrar o jejum de 18 anos e ser campeão nacional.
O FC Porto, liderado por Fernando Santos, procurava cimentar o seu domínio e conseguir um inédito hexacampeonato e, apesar de ter estado na liderança várias jornadas, os portistas tiveram uma série de resultados comprometedores na ponta final e falharam o hexa.
O Benfica, que tinha o reputado Jupp Heynckes como treinador, entrou bem na parte inicial da liga e chegou a liderar durante várias jornadas, mas com um plantel de pouca qualidade e sem manter a regularidade exigida, não conseguiu quebrar o jejum que já durava desde 1994.
Por fim, de destacar o 4.º lugar do Boavista, afirmando-se como o melhor clube português a seguir aos "Três Grandes", bem como o fantástico 5.º lugar do recém-promovido Gil Vicente, melhor classificação do clube barcelense na 1.ª Liga.

## Equipas

### Equipas Participantes
| Equipa             | Treinador          | Capitão           | Estádio                           | Cidade              |
| ------------------ | ------------------ | ----------------- | --------------------------------- | ------------------- |
| FC Porto           | Fernando Santos    | Jorge Costa       | Estádio das Antas                 | Porto               |
| Boavista           | Jaime Pacheco      | Paulo Sousa       | Estádio do Bessa                  | Porto               |
| SL Benfica         | Jupp Heynckes      | João Vieira Pinto | Estádio da Luz                    | Lisboa              |
| Sporting CP        | Giuseppe Materazzi | Pedro Barbosa     | Estádio José Alvalade             | Lisboa              |
| Vitória FC         | Carlos Cardoso     | Hélio             | Estádio do Bonfim                 | Setúbal             |
| UD Leiria          | Manuel José        | Bilro             | Estádio Dr. Magalhães Pessoa      | Leiria              |
| Vitória SC         | Quinito            | Fernando Meira    | Estádio D. Afonso Henriques       | Guimarães           |
| Estrela da Amadora | Jorge Jesus        | Rebelo            | Estádio José Gomes                | Amadora             |
| SC Braga           | Manuel Cajuda      | Barroso           | Estádio 1.º de Maio               | Braga               |
| Marítimo           | Nelo Vingada       | Carlos Jorge      | Estádio dos Barreiros             | Funchal             |
| Farense            | João Alves         | Hajry             | Estádio de São Luís               | Faro                |
| Salgueiros         | Dito               | Jorge Silva       | Estádio Engenheiro Vidal Pinheiro | Porto               |
| Campomaiorense     | Carlos Manuel      | Paulo Sérgio      | Estádio Capitão César Correia     | Campo Maior         |
| Rio Ave            | Carlos Brito       | Gama              | Estádio dos Arcos                 | Vila do Conde       |
| Alverca            | António Veloso     | Hugo Costa        | Complexo Desportivo de Alverca    | Alverca do Ribatejo |
| Gil Vicente        | Álvaro Magalhães   | Casquilha         | Estádio Adelino Ribeiro Novo      | Barcelos            |
| Belenenses         | Vítor Oliveira     | Wilson            | Estádio do Restelo                | Lisboa              |
| Santa Clara        | Manuel Fernandes   | Figueiredo        | Estádio de São Miguel             | Ponta Delgada       |

### Mudanças de Treinador durante a época
| Equipa      | Treinador Despedido | Data de Saída | Posição | Treinador Contratado | Data de Entrada |
| ----------- | ------------------- | ------------- | ------- | -------------------- | --------------- |
| Sporting CP | Giuseppe Materazzi  | 27/09/1999    | 4.º     | Augusto Inácio       | 04/10/1999      |
| Salgueiros  | Dito                | 07/11/1999    | 13.º    | Vítor Manuel         | 10/11/1999      |
| Farense     | João Alves          | 05/12/1999    | 16.º    | Nicolau Vaqueiro     | 12/12/1999      |
| Farense     | Nicolau Vaqueiro    | 08/01/2000    | 16.º    | Jorge Portela        | 16/01/2000      |
| Vitória FC  | Carlos Cardoso      | 08/01/2000    | 17.º    | Rui Águas            | 16/01/2000      |
| Farense     | Jorge Portela       | 29/01/2000    | 15.º    | Ismael Díaz          | 06/02/2000      |
| Vitória SC  | Quinito             | 24/04/2000    | 6.º     | António Valença      | 30/04/2000      |

## Classificações
| Pos | Equipa            | J  | V  | E  | D  | GM | GS | Dif | Pts | Qualificação/Descida      |
| --- | ----------------- | -- | -- | -- | -- | -- | -- | --- | --- | ------------------------- |
| 1   | Sporting          | 34 | 23 | 8  | 3  | 57 | 22 | +35 | 77  | Liga dos Campeões da UEFA |
| 2   | FC Porto          | 34 | 22 | 7  | 5  | 66 | 26 | +40 | 73  | Liga dos Campeões da UEFA |
| 3   | Benfica           | 34 | 21 | 6  | 7  | 58 | 33 | +25 | 69  | Taça UEFA                 |
| 4   | Boavista          | 34 | 16 | 7  | 11 | 40 | 31 | +9  | 55  | Taça UEFA                 |
| 5   | Gil Vicente       | 34 | 14 | 11 | 9  | 48 | 34 | +14 | 53  |                           |
| 6   | Marítimo          | 34 | 13 | 11 | 10 | 42 | 36 | +6  | 50  |                           |
| 7   | Vitória Guimarães | 34 | 14 | 6  | 14 | 48 | 43 | +5  | 48  |                           |
| 8   | Estrela Amadora   | 34 | 10 | 15 | 9  | 40 | 35 | +5  | 45  |                           |
| 9   | Sporting Braga    | 34 | 12 | 7  | 15 | 44 | 45 | -1  | 43  |                           |
| 10  | União Leiria      | 34 | 10 | 12 | 12 | 31 | 35 | -4  | 42  |                           |
| 11  | Alverca           | 34 | 11 | 8  | 15 | 39 | 48 | -9  | 41  |                           |
| 12  | Belenenses        | 34 | 9  | 13 | 12 | 36 | 38 | -2  | 40  |                           |
| 13  | Campomaiorense    | 34 | 10 | 6  | 18 | 31 | 51 | -20 | 36  |                           |
| 14  | Farense           | 34 | 8  | 11 | 15 | 35 | 60 | -25 | 35  |                           |
| 15  | Salgueiros        | 34 | 9  | 7  | 18 | 30 | 49 | -19 | 34  |                           |
| 16  | Vitória Setúbal   | 34 | 9  | 6  | 19 | 25 | 49 | -24 | 33  | Liga de Honra             |
| 17  | Rio Ave           | 34 | 8  | 9  | 17 | 34 | 54 | -20 | 33  | Liga de Honra             |
| 18  | Santa Clara       | 34 | 7  | 10 | 17 | 35 | 50 | -15 | 31  | Liga de Honra             |

## Resultados
| 1999/2000            | SCP | FCP | SLB | BFC | GVC | CSM | VSC | CFE | SCB | UDL | FCA | CFB | SCC | SCF | SCS | VFC | RAV | SCL |
| Sporting             |     | 2-0 | 0-1 | 2-0 | 1-1 | 4-2 | 1-0 | 1-1 | 2-0 | 2-0 | 1-1 | 1-0 | 1-0 | 3-1 | 2-0 | 2-1 | 2-1 | 4-1 |
| FC Porto             | 3-0 |     | 2-0 | 1-0 | 2-0 | 3-2 | 2-1 | 2-1 | 3-0 | 4-2 | 0-0 | 2-1 | 2-0 | 5-0 | 2-0 | 4-1 | 4-1 | 1-0 |
| Benfica              | 0-0 | 1-0 |     | 1-1 | 3-0 | 2-1 | 3-0 | 2-0 | 2-1 | 3-2 | 3-2 | 2-3 | 2-0 | 6-2 | 1-0 | 3-0 | 1-0 | 1-0 |
| Boavista             | 0-1 | 1-1 | 1-1 |     | 2-0 | 0-2 | 2-0 | 1-2 | 2-2 | 0-1 | 2-0 | 1-0 | 2-1 | 2-1 | 2-1 | 1-0 | 2-0 | 2-1 |
| Gil Vicente          | 1-1 | 2-1 | 0-2 | 1-3 |     | 5-1 | 1-0 | 2-2 | 0-0 | 2-0 | 2-2 | 1-1 | 3-0 | 4-0 | 2-0 | 2-0 | 4-0 | 3-1 |
| Marítimo             | 0-2 | 2-1 | 0-0 | 1-1 | 1-0 |     | 1-1 | 2-2 | 1-0 | 0-0 | 3-0 | 0-0 | 1-0 | 3-0 | 0-1 | 1-0 | 5-2 | 0-0 |
| Vitória de Guimarães | 1-2 | 1-1 | 2-1 | 2-0 | 1-0 | 1-3 |     | 1-0 | 1-0 | 0-1 | 1-0 | 4-2 | 4-1 | 3-0 | 2-2 | 4-0 | 2-1 | 2-1 |
| Estrela da Amadora   | 0-0 | 0-2 | 3-0 | 1-2 | 0-1 | 1-1 | 2-2 |     | 3-3 | 1-1 | 3-0 | 0-3 | 3-0 | 1-1 | 1-0 | 3-0 | 1-0 | 0-0 |
| Sporting de Braga    | 0-2 | 0-1 | 3-2 | 1-0 | 0-0 | 1-2 | 2-4 | 0-1 |     | 0-2 | 3-1 | 0-0 | 4-1 | 1-0 | 2-0 | 3-0 | 0-1 | 3-1 |
| União de Leiria      | 1-1 | 0-1 | 2-1 | 0-0 | 1-1 | 0-1 | 1-0 | 1-1 | 3-0 |     | 3-0 | 1-0 | 1-2 | 2-0 | 1-4 | 0-0 | 0-0 | 3-2 |
| FC Alverca           | 2-1 | 1-1 | 3-1 | 1-0 | 4-2 | 1-1 | 2-1 | 0-1 | 3-2 | 0-0 |     | 1-1 | 1-0 | 0-1 | 2-0 | 0-1 | 3-1 | 0-1 |
| Belenenses           | 0-1 | 0-0 | 0-0 | 1-1 | 1-1 | 1-1 | 2-0 | 1-1 | 0-3 | 1-0 | 4-2 |     | 2-2 | 1-1 | 2-1 | 0-1 | 2-1 | 3-1 |
| Campomaiorense       | 0-2 | 1-0 | 2-4 | 0-1 | 0-0 | 1-0 | 2-1 | 2-1 | 2-4 | 2-0 | 0-0 | 2-1 |     | 1-0 | 0-1 | 0-1 | 1-1 | 1-0 |
| Farense              | 0-3 | 3-3 | 0-1 | 0-2 | 0-3 | 1-0 | 2-1 | 1-1 | 1-1 | 2-1 | 1-2 | 2-1 | 2-2 |     | 3-2 | 0-0 | 4-0 | 2-2 |
| Salgueiros           | 0-4 | 0-4 | 1-2 | 1-3 | 1-2 | 1-0 | 0-1 | 1-1 | 1-1 | 3-0 | 0-2 | 0-0 | 2-1 | 0-0 |     | 1-0 | 1-1 | 2-0 |
| Vitória de Setúbal   | 1-2 | 1-4 | 1-2 | 2-1 | 0-1 | 4-2 | 1-1 | 1-0 | 0-2 | 0-0 | 1-0 | 0-2 | 1-2 | 1-1 | 1-2 |     | 2-0 | 1-0 |
| Rio Ave              | 1-2 | 2-2 | 1-1 | 2-1 | 3-1 | 0-2 | 1-1 | 0-1 | 2-0 | 0-0 | 2-0 | 3-0 | 1-0 | 1-1 | 4-1 | 1-1 |     | 0-5 |
| Santa Clara          | 2-2 | 0-2 | 0-3 | 0-1 | 0-0 | 0-0 | 3-2 | 1-1 | 1-2 | 1-1 | 4-3 | 1-0 | 2-2 | 1-2 | 0-0 | 2-1 | 1-0 |     |
| -------------------- | --- | --- | --- | --- | --- | --- | --- | --- | --- | --- | --- | --- | --- | --- | --- | --- | --- | --- |

## Melhores Marcadores
| CI. | Jogador          | Equipa     | Golos |
| --- | ---------------- | ---------- | ----- |
| 1   | Jardel           | FC Porto   | 38    |
| 2   | Acosta           | Sporting   | 22    |
| 3   | Gaúcho           | E. Amadora | 21    |
| 4   | Nuno Gomes       | Benfica    | 18    |
| 5   | Brandão          | Vitória SC | 16    |
| 6   | Mariano Toedtli  | Marítimo   | 13    |
| 7   | Hugo Henrique    | Rio Ave    | 12    |
| 8   | Lucian Marinescu | Farense    | 11    |
| 8   | Whelliton        | Boavista   | 11    |
| 10  | Edmilson         | Vitória SC | 10    |
| 10  | Maniche          | Benfica    | 10    |
| 10  | Odair            | SC Braga   | 10    |

## Média de Espectadores
| Clube          | Média  | +/-   |
| -------------- | ------ | ----- |
| Sporting       | 28.824 | 59,4% |
| Benfica        | 27.706 | 0,8%  |
| FC Porto       | 22.029 | 9,5%  |
| V. Guimarães   | 8.635  | 29,3% |
| SC Braga       | 8.059  | 39,8% |
| Marítimo       | 7.412  | 54,6% |
| Boavista       | 7.235  | 35,2% |
| Santa Clara    | 5.588  | Novo  |
| UD Leiria      | 5.235  | 45,9% |
| V. Setúbal     | 5.235  | 3,4%  |
| Rio Ave        | 4.941  | 3,7%  |
| Farense        | 4.000  | 12,8% |
| Belenenses     | 3.941  | Novo  |
| Campomaiorense | 3.794  | 38,7% |
| Salgueiros     | 3.706  | 13,5% |
| Gil Vicente    | 3.500  | Novo  |
| E. Amadora     | 3.235  | 17,3% |
| Alverca        | 2.394  | 10,5% |
| TOTAL          | 8.637  | 16,3% |
| Fonte          | [ 2 ]  | [ 2 ] |

## Campeão

### Plantel Campeão
| Pos.   | N              | Jogador        | Idade | Jogos | Golos |
| ------ | -------------- | -------------- | ----- | ----- | ----- |
| GR     | 1              | Schmeichel     | 36    | 29    | -     |
| GR     | 12             | Nuno Santos    | 21    | -     | -     |
| GR     | 24             | Nélson         | 24    | 6     | -     |
| GR     | 40             | Márcio Ramos   | 19    | -     | -     |
| D      | 2              | Quim Berto     | 28    | 4     | -     |
| D      | 20             | Saber          | 26    | 18    | -     |
| D      | 29             | César Prates   | 25    | 15    | 1     |
| D      | 3              | Vinícius       | 23    | 4     | -     |
| D      | 4              | Marcos         | 24    | 5     | -     |
| D      | 6              | Quiroga        | 22    | 13    | -     |
| D      | 16             | Marco Almeida  | 23    | 1     | -     |
| D      | 22             | Beto           | 24    | 29    | 2     |
| D      | 23             | Rui Jorge      | 27    | 34    | 2     |
| D      | 44             | Vasco Faísca   | 19    | -     | -     |
| D      | 50             | André Cruz     | 31    | 19    | 4     |
| M      | 5              | Duscher        | 21    | 29    | 3     |
| M      | 7              | Delfim         | 23    | 17    | 3     |
| M      | 17             | Vidigal        | 27    | 33    | 1     |
| M      | 18             | Bino           | 27    | 12    | -     |
| M      | 8              | Pedro Barbosa  | 29    | 32    | 2     |
| M      | 14             | Toñito         | 23    | 28    | -     |
| M      | 15             | Afonso Martins | 27    | 3     | -     |
| A      | 27             | Hanuch         | 23    | 12    | -     |
| A      | 48             | Mpenza         | 23    | 17    | 3     |
| A      | 10             | Edmilson       | 28    | 21    | 2     |
| A      | 21             | Kmet           | 22    | -     | -     |
| A      | 25             | De Franceschi  | 26    | 26    | 3     |
| A      | 26             | Robaina        | 25    | 3     | -     |
| A      | 28             | Fumo           | 20    | -     | -     |
| A      | 31             | Viveros        | 19    | 3     | -     |
| A      | 9              | Iordanov       | 32    | 11    | 1     |
| A      | 11             | Acosta         | 33    | 33    | 22    |
| A      | 13             | Krpan          | 25    | 2     | -     |
| A      | 19             | Ayew           | 26    | 27    | 8     |
| A      | 99             | Špehar         | 30    | -     | -     |
|        |                |                |       |       |       |
| T      | Augusto Inácio | Augusto Inácio | 45    |       |       |
| Fonte: |                |                |       |       |       |